# 白星石斑魚
白星石斑魚為輻鰭魚綱鱸形目鱸亞目鮨科的其中一種，分布於東印度洋區，從紅海至亞丁灣海域，棲息深度1-20公尺，體長可達52公分，生活在珊瑚礁、潟湖，為底棲性魚類，屬肉食性，生活習性不明，可做為食用魚。

## 擴展閱讀
維基物種上的相關：白星石斑魚